# روی یانگ
روی یانگ (انگلیسی: Roy A. Young; ۱۷ مهٔ ۱۸۸۲ – ۳۱ دسامبر ۱۹۶۰) سیاست‌مدار اهل ایالات متحده آمریکا بود.
وی چهارمین رئیس بانک مرکزی آمریکا بود.